# Herlich Marie Todsen-Reese

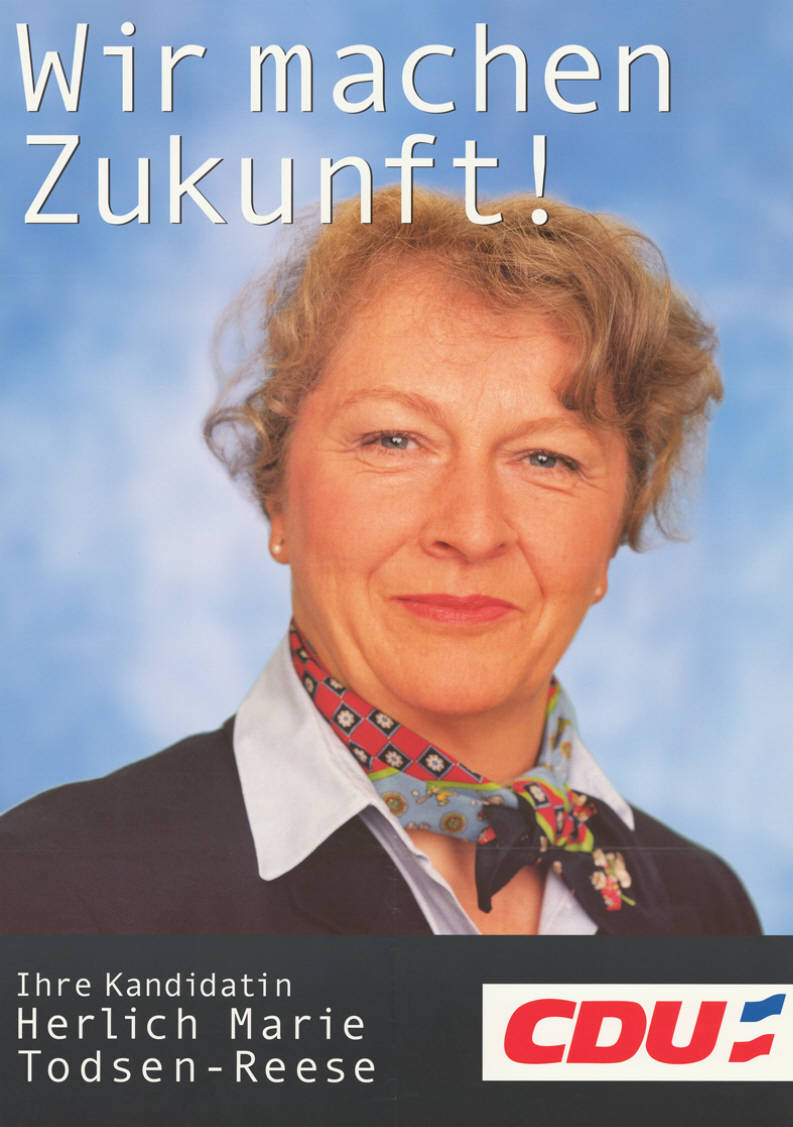
Herlich Marie Todsen-Reese auf einem Landtagswahlplakat 2000

Herlich Marie Todsen-Reese (* 15. August 1952 in Malente) ist eine deutsche Politikerin (CDU).
Sie war von 1996 bis 2012 Mitglied des Schleswig-Holsteinischen Landtages und von 2009 bis 2012 Landtagsvizepräsidentin. Sie war ehrenamtliche Vorstandsvorsitzende der Stiftung Naturschutz Schleswig-Holstein und von 2005 bis 2015 ehrenamtliche Präsidentin des Musikerverbandes Schleswig-Holstein.

## Leben und Beruf
Nach dem Abitur an der Carl-Maria-von-Weber-Schule in Eutin absolvierte Herlich Marie Todsen-Reese ein Studium der Landespflege an der Technischen Universität Hannover, das sie als Diplom-Ingenieurin beendete. Danach leistete sie ein Referendariat für den Höheren Technischen Verwaltungsdienst in der Landesbauverwaltung bei der Oberfinanzdirektion Kiel ab, das sie mit dem Staatsexamen abschloss. Anschließend war sie zunächst Dezernentin im schleswig-holsteinischen Landesamt für Naturschutz und Landschaftspflege. Danach war sie persönliche Referentin und Pressereferentin zunächst beim schleswig-holsteinischen Landwirtschaftsminister Günter Flessner und später beim Bundesratsminister Henning Schwarz. Nach einer Tätigkeit als Agrarreferentin in der Schleswig-Holsteinischen Landesvertretung in Bonn wurde sie Regierungsbaudirektorin in der Abteilung Biologischer Naturschutz im Umweltministerium des Landes Schleswig-Holstein.
Herlich Marie Todsen-Reese ist verheiratet.

## Partei
Sie trat 1979 in die CDU ein und war unter anderem stellvertretende Vorsitzende des CDU-Kreisverbandes Ostholstein.

## Abgeordnete
Herlich Marie Todsen-Reese war von 1996 bis 2012 Mitglied des Schleswig-Holsteinischen Landtages. Sie gehörte von 2000 bis 2007 dem Vorstand der CDU-Landtagsfraktion an und war von 2005 bis 2007 stellvertretende Fraktionsvorsitzende.
Herlich Marie Todsen-Reese zog bei der Landtagswahl 2000 über die Landesliste und sonst stets als direkt gewählte Abgeordnete des Wahlkreises Eutin-Nord in den Landtag ein. Bei der Landtagswahl 2005 erreichte sie 47,4 Prozent der Erststimmen. Bei der vorgezogenen Landtagswahl 2009 wurde sie mit 37,2 Prozent der Erststimmen wiedergewählt.

## Ehrungen und Auszeichnungen
- 2017: Verdienstkreuz am Bande der Bundesrepublik Deutschland[2]